# Platycleis beybienkoi
Platycleis beybienkoi är en insektsart som beskrevs av Bezukin 1978. Platycleis beybienkoi ingår i släktet Platycleis och familjen vårtbitare. Inga underarter finns listade i Catalogue of Life.